# Golf (zweefvliegen)

De wind waait naar een berg, wordt omhoog gestuwd en produceert daardoor een eerste oscillatie (A) gevolgd door meer golven. De volgende golven hebben een lagere amplitude door de natuurlijke demping. Lenticuliswolken zullen boven op de luchtstroming verschijnen (A) en (B). Ze blijven stationair ondanks de sterke wind

Golfstijgwind of golf is een stationaire golf van daal- en stijgwinden die kan ontstaan bij harde wind achter een bergketen. Het werd voor het eerst in 1933 ontdekt door de twee Duitse zweefvliegers Hans Deutschmann en Wolf Hirth, boven het Reuzengebergte en is een verandering in atmosferische druk, temperatuur en orthometrische hoogte in een luchtstroom veroorzaakt door verticale verplaatsing, bijvoorbeeld stuwingsneerslag, wanneer de wind over een berg of een bergketen heen waait. Ze kunnen ook worden veroorzaakt doordat de wind over een plateau waait of zelfs door bovenwinden die worden afgebogen door een thermische luchtzak of wolkenstraat.
De verticale beweging dwingt periodieke veranderingen in snelheid en richting van de lucht binnen deze luchtstroming af. Ze verschijnen in groepen aan de loefzijde en lijzijde van het terrein wat ze veroorzaakt. Gewoonlijk wordt er een rotor, een turbulente vortex, gegenereerd met een rotatie-as parallel aan de bergketen. De sterkste golf wordt geproduceerd wanneer de verticale temperatuurgradiënt een stabiele laag toont boven het obstakel met een onstabiele laag eronder en erboven.

## Bewolking
Zowel de golf als de rotor kunnen worden aangegeven door specifieke wolkenformaties als er voldoende vocht in de atmosfeer aanwezig is en voldoende verticale verplaatsing om de lucht af te koelen tot onder het dauwpunt. Golf kan zich ook vormen in droge lucht zonder bewolking. De door golf veroorzaakte wolkenformaties verplaatsen zich niet met de wind mee, zoals gebruikelijk, maar blijven stationair ten opzichte van het obstakel waardoor ze gevormd worden.

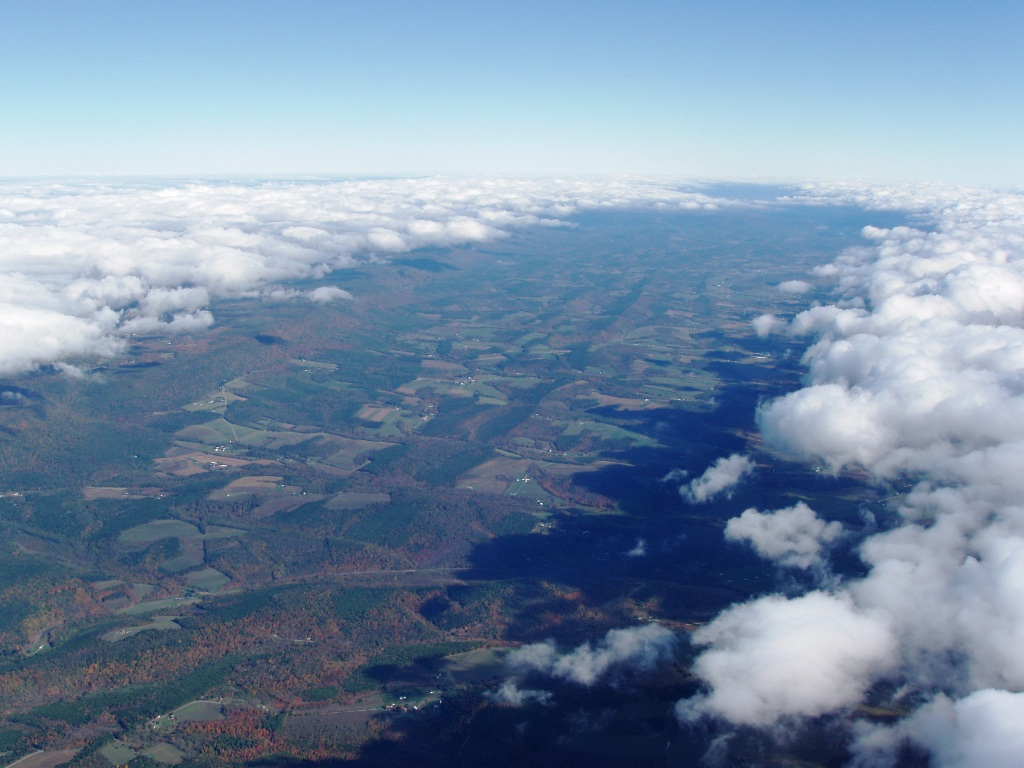
Golfvenster boven de Bald Eagle Valley in centraal Pennsylvania gezien vanuit een zweefvliegtuig. De wind waait van linksboven naar rechtsonder. Het Allegheny Front is te zien bij de linkerrand van het venster, de opstijgende lucht is aan de rechterkant, en de afstand ertussen is 3-4 km

Rond de top van de golf kan het adiabatisch proces in de vorm van afkoeling en opwarming van lucht zorgen voor een wolk in de vorm van een lens, ook wel lenticularis genoemd. Meerdere lenticulariswolken kunnen zich boven elkaar opstapelen als er afwisselende vochtige en droge luchtlagen zijn.
De rotor kan cumulus of cumulus fractus-wolken genereren in het gedeelte waar de lucht opstijgt, ook wel bekend als een rolwolk. De rotorwolk ziet eruit als een wolkenstraat van cumulus, aan de lijzijde van en parallel met de bergketen. De wolkenbasis is meestal ongeveer op de hoogte van de bergtoppen, maar de toppen van de rotorwolken kunnen ver boven de berg uitsteken en kunnen ook samensmelten met de lenticulariswolken daarboven. Rotorwolken hebben rafelige randen aan de lijzijde en zijn gevaarlijk turbulent.
Een föhnwolk kan zich aan de lijzijde van de berg bevinden, maar dit is geen betrouwbare indicatie voor de aanwezigheid van golf.
Het adiabatisch proces van afkoeling en opwarming kan ook de bewolking doen oplossen in dalen van de golf en veroorzaken dus zo een golfvenster of föhngat.

## Luchtvaart
Golf verschaft zweefvliegtuigen een uitstekende mogelijkheid om hoogte te winnen of om grote afstanden af te leggen. Wereldrecordvluchten in golf voor wat betreft snelheid, afstand of hoogte zijn gevlogen in de Sierra Nevada, de Alpen, de Andes en in de Zuidelijke Alpen.

Lenticulariswolk

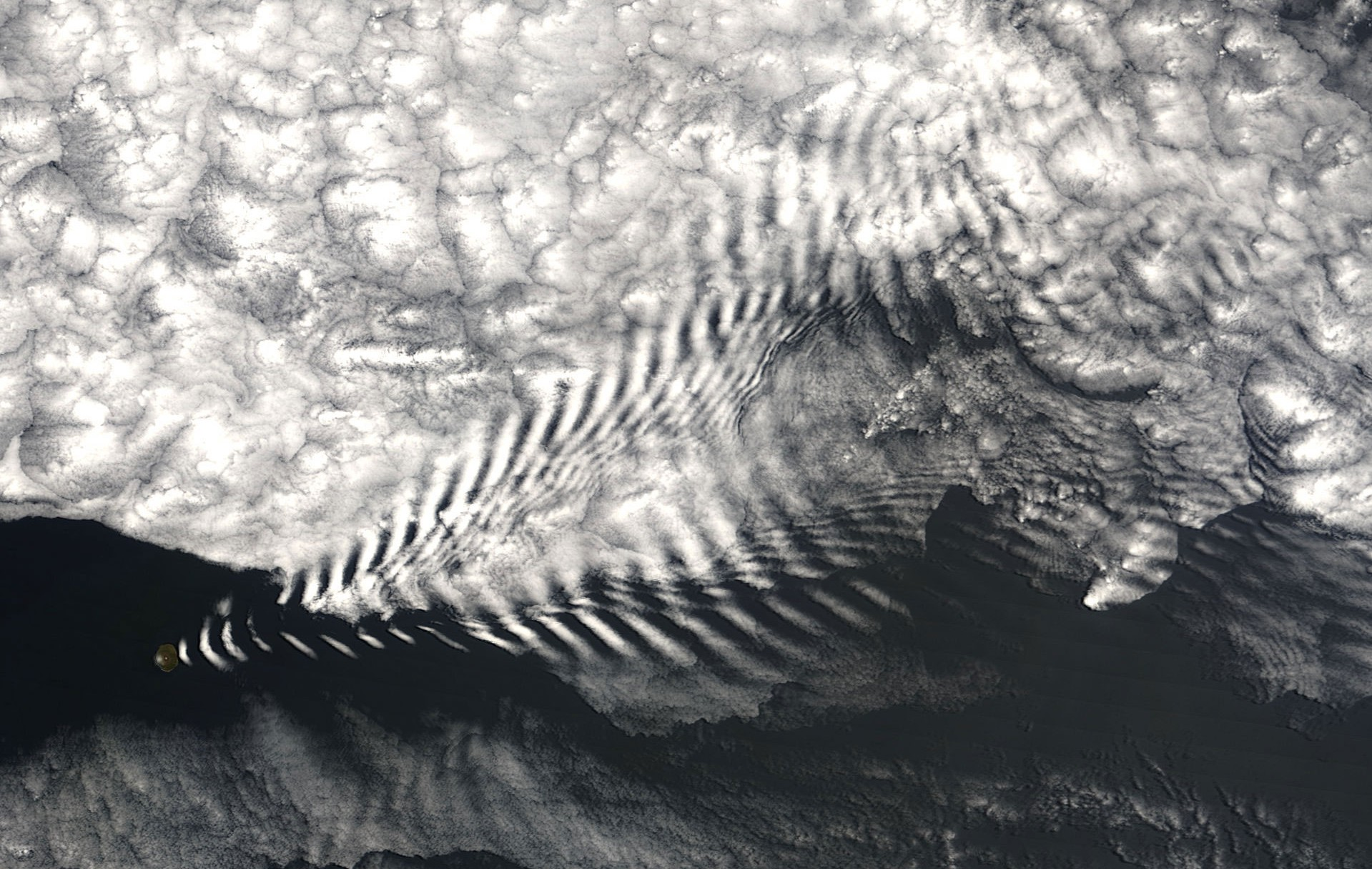
Golfsysteem gezien vanuit de ruimte

De benodigde condities voor golfcondities geschikt voor zweefvliegen zijn:
- een geleidelijke toename in windsnelheid met de hoogte
- windrichting loodrecht op de bergketen met een afwijking daarop van +/- 30°
- sterke wind op lage hoogte in een stabiele atmosfeer
- windsnelheden op bergtop hoogte van 20 knopen (36km/u, 10 m/s) of meer

De turbulentie van de rotor kan zeer gevaarlijk zijn voor andere kleine vliegtuigen zoals luchtballonnen, deltavliegers en parapentes. Zelfs voor grotere vliegtuigen kan deze een gevaar opleveren; het fenomeen wordt als de oorzaak gezien voor vele incidenten en ongelukken in de luchtvaart, zoals de in-flight break-up van BOAC vlucht 911, een Boeing 707, nabij Fuji, Japan in 1966, en het verlies van een motor tijdens de vlucht van een Evergreen International Airlines Boeing 747 vrachtvliegtuig nabij Anchorage, Alaska in 1993.
De stijgende lucht van de golf die zweefvliegtuigen in staat stelt om tot zeer grote hoogte te klimmen, kan ook lastig zijn voor straalvliegtuigen die proberen op dezelfde kruishoogte te blijven in de golf. Opstijgende, dalende of turbulente lucht in of boven de golf kan oversnelheid of een overtrek veroorzaken, wat tot gevaarlijke situaties kan leiden, vooral als het vliegtuig nabij de coffin corner opereert.